# Clippingebene
Als Clippingebene oder Clipping Plane bezeichnet man in der 3D-Computergrafik eine Ebene, die das sichtbare Teilvolumen der Szene (Sichtvolumen) quer zur Blickrichtung begrenzt.

Ein Sichtvolumen (Frustum, hier hellgrau), das von den Clippingebenen begrenzt wird

Man unterscheidet zwischen verschiedenen Clippingebenen:
- Die vordere Clippingebene (Near Clipping Plane) ist die Ebene, die im Nahbereich den Sichtbereich begrenzt. Diese Ebene zeigt mit ihrer Vorderseite vom Betrachter weg. Alle Objekte, die sich vor der vorderen Clippingebene befinden, liegen zu nah am oder hinter dem Betrachter.
- Die hintere Clippingebene (Far Clipping Plane) ist die Ebene, die in der Ferne den Sichtbereich begrenzt. Diese Ebene zeigt mit ihrer Vorderseite auf den Betrachter. Alle Objekte, die hinter der hinteren Clippingebene befinden, liegen zu weit entfernt, um noch gesehen zu werden.

In Grafiksystemen werden die vordere und die hintere Clippingebene auch als hither beziehungsweise yon bezeichnet. Der Grund  für diese Bezeichnungen liegt darin, dass in manchen Compilern für die Programmiersprachen C und C++ near und far als Schlüsselwörter reserviert sind.